# Whitechapel (zespół muzyczny)
Whitechapel – amerykańska grupa z Knoxville, Tennessee, grająca deathcore. Do 2016 roku zespół nagrał sześć albumów studyjnych. Nazwa grupy pochodzi od londyńskiej dzielnicy, w której mordował Kuba Rozpruwacz.

## Historia

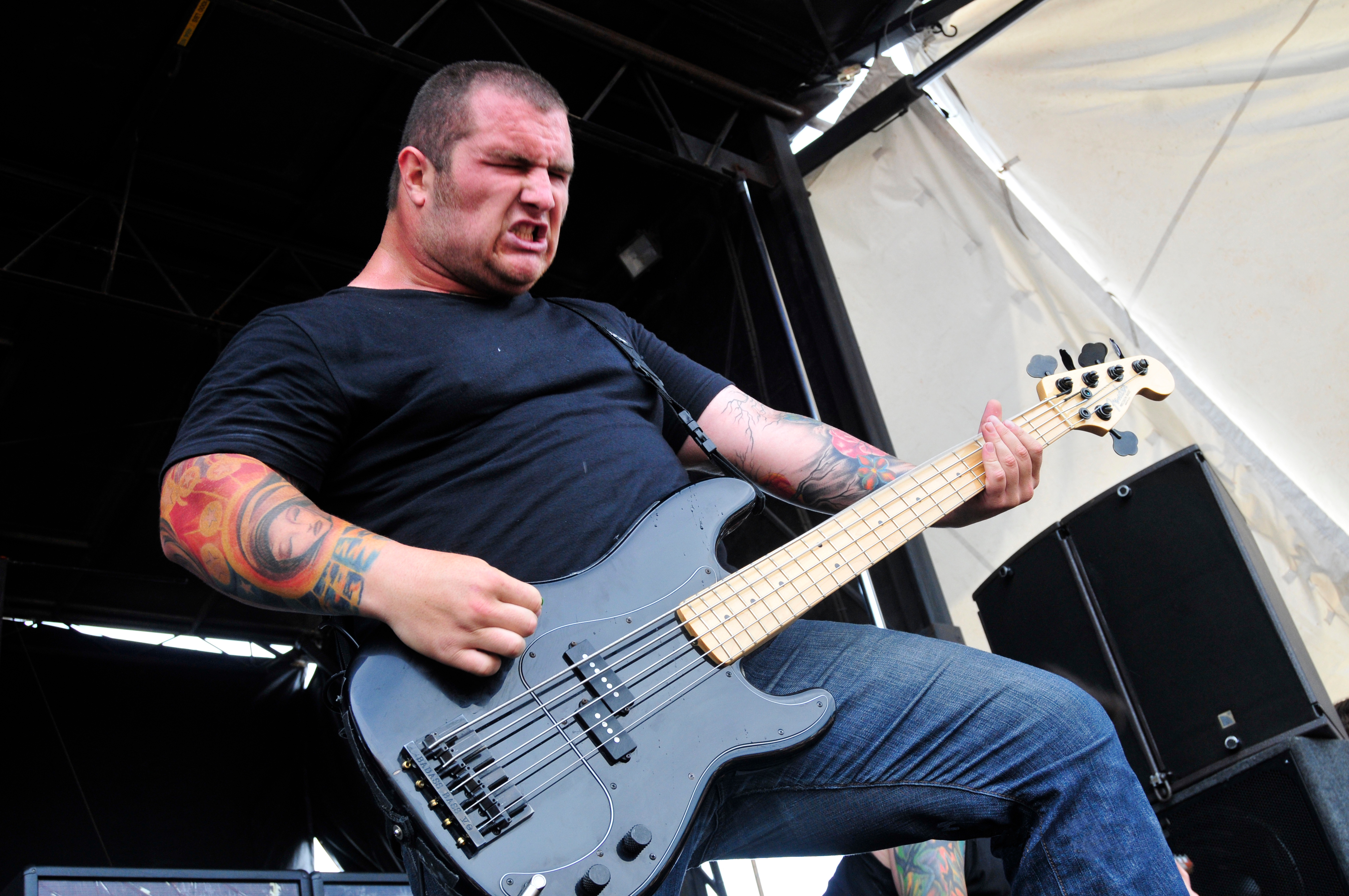
Gabe Crisp, 2009

Whitechapel założone zostało w lutym roku 2006 przez Phila Bozemana, Brandona Cagle’a oraz Bena Savage’a. Krótko po założeniu zespołu, jego skład uzupełnili: Alex Wade, Gabe Crisp i Derek Martin.
Nazwa grupy wzięła się od nazwy dzielnicy Londynu Whitechapel, w której Kuba Rozpruwacz dokonywał morderstw. Debiutancki album zespołu zatytułowany The Somatic Defilement ukazał się w 2007 roku. W Stanach Zjednoczonych płyta trafiła do sprzedaży nakładem wytwórni muzycznej Candlelight Records, natomiast w Europie nagrania wydała oficyna Siege of Amida Records.
W 2008 roku ukazał się drugi album studyjny zespołu zatytułowany This Is Exile. Wydawnictwo ukazało się nakładem Metal Blade Records. Także w 2008 roku zespół dał szereg koncertów m.in. wraz z takimi grupami jak Darkest Hour, Cephalic Carnage i Emmure. Latem formacja koncertowała w ramach trasy Summer Slaughter Tour u boku takich zespołów jak Vader, Kataklysm, The Black Dahlia Murder, czy Cryptopsy.

## Muzycy

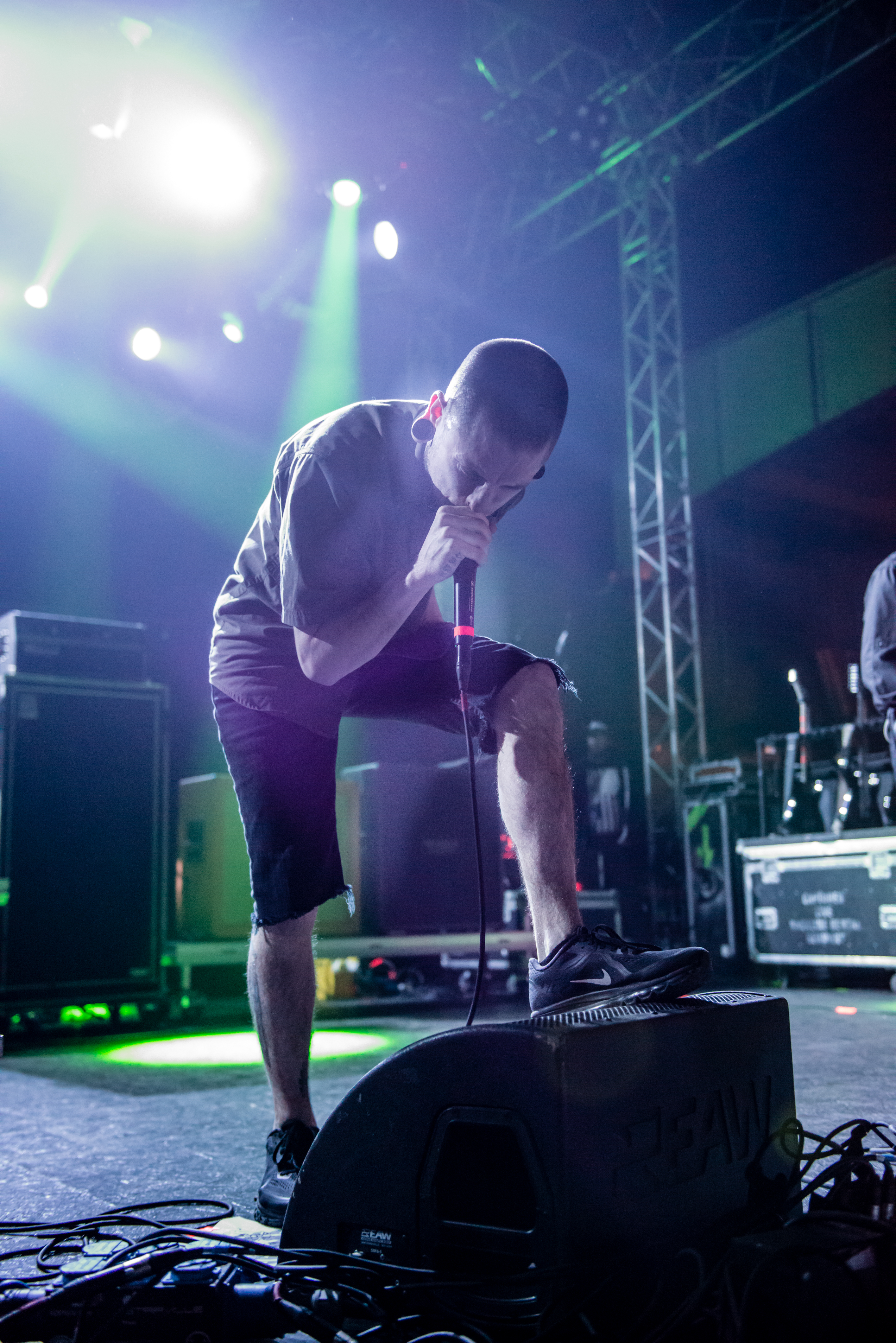
Phil Bozeman, 2015

| Obecny skład zespołu - Phil Bozeman – wokal prowadzący (od 2006) - Ben Savage – gitara prowadząca (od 2006) - Alex Wade – gitara rytmiczna (od 2006) - Gabe Crisp – gitara basowa (od 2006) - Zach Householder – gitara rytmiczna, gitara prowadząca (od 2007) - Brandon Zackey – perkusja (od 2024) |  | Byli członkowie zespołu - Brandon Cagle – gitara rytmiczna (2006–2007) - Derek Martin – perkusja (2006–2007) - Kevin Lane – perkusja (2007–2011) - Ben Harclerode – perkusja (2011-2017) - Alex Rüdinger – perkusja (2019–2021) |

Oś czasu

## Dyskografia

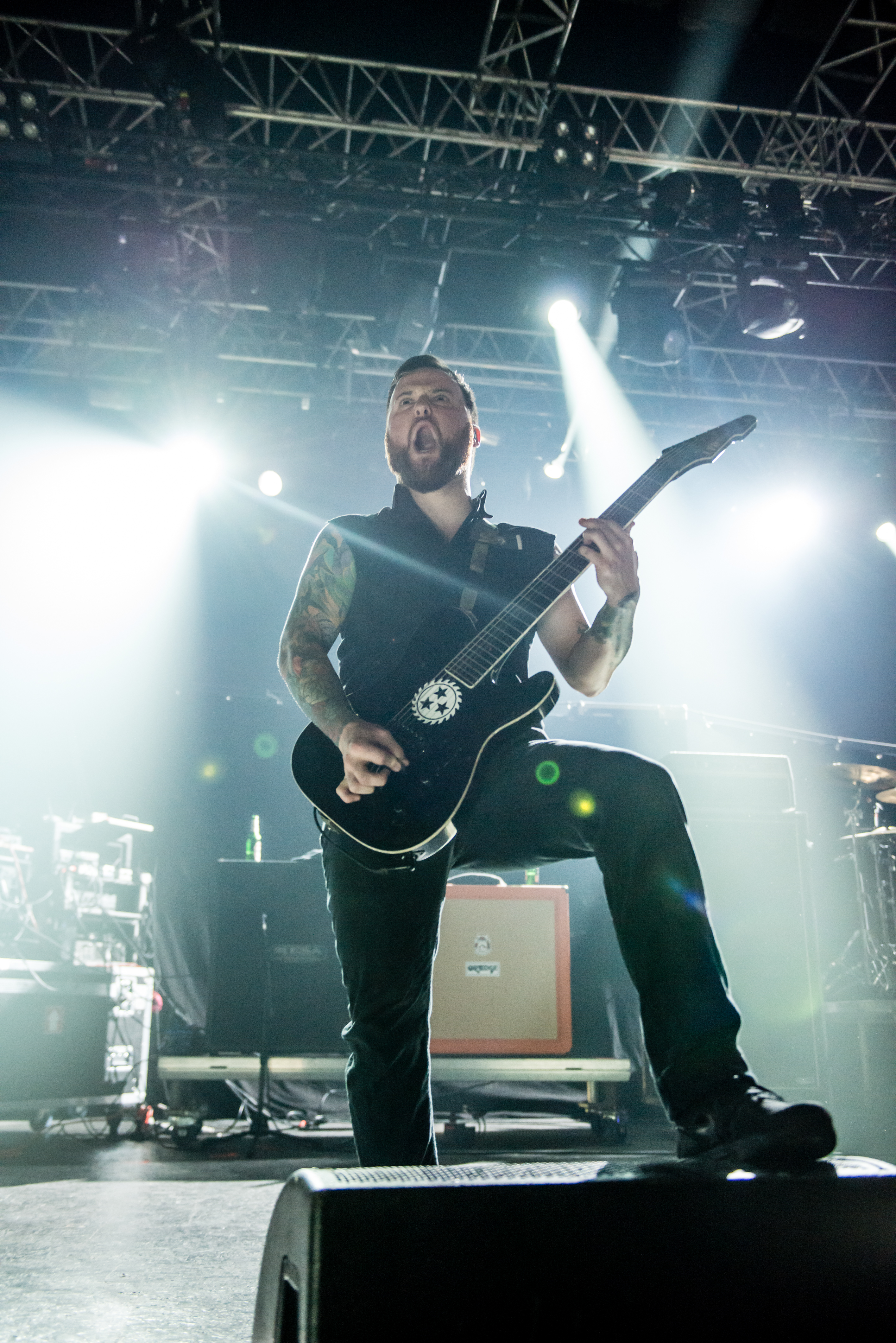
Alex Wade, 2015

| The Somatic Defilement      | - Data: 31 lipca 2007 - Wydawca: Candlelight Records    | –   | –  | –  | –  |                  |
| This Is Exile               | - Data: 8 lipca 2008 - Wydawca: Metal Blade Records     | 118 | –  | –  | –  | - USA: 5,9 tys.+ |
| A New Era of Corruption     | - Data: 8 czerwca 2010 - Wydawca: Metal Blade Records   | 43  | –  | –  | –  | - USA: 10 tys.+  |
| Whitechapel                 | - Data: 18 czerwca 2012 - Wydawca: Metal Blade Records  | 47  | –  | –  | –  | - USA: 9,2 tys.+ |
| Our Endless War             | - Data: 28 kwietnia 2014 - Wydawca: Metal Blade Records | 10  | 23 | 72 | 50 | - USA: 16 tys.+  |
| Mark of the Blade           | - Data: 24 czerwca 2016 - Wydawca: Metal Blade Records  | 72  | –  | 36 | 16 | - USA: 8 tys.+   |
| The Valley                  | - Data: 29 marca 2019 - Wydawca: Metal Blade Records    | 143 | –  | 36 | 27 |                  |
| Kin                         | - Data: 29 września 2021 - Wydawca: Metal Blade Records | –   | –  | –  | –  |                  |
| „–” album nie był notowany. |                                                         |     |    |    |    |                  |

## Teledyski

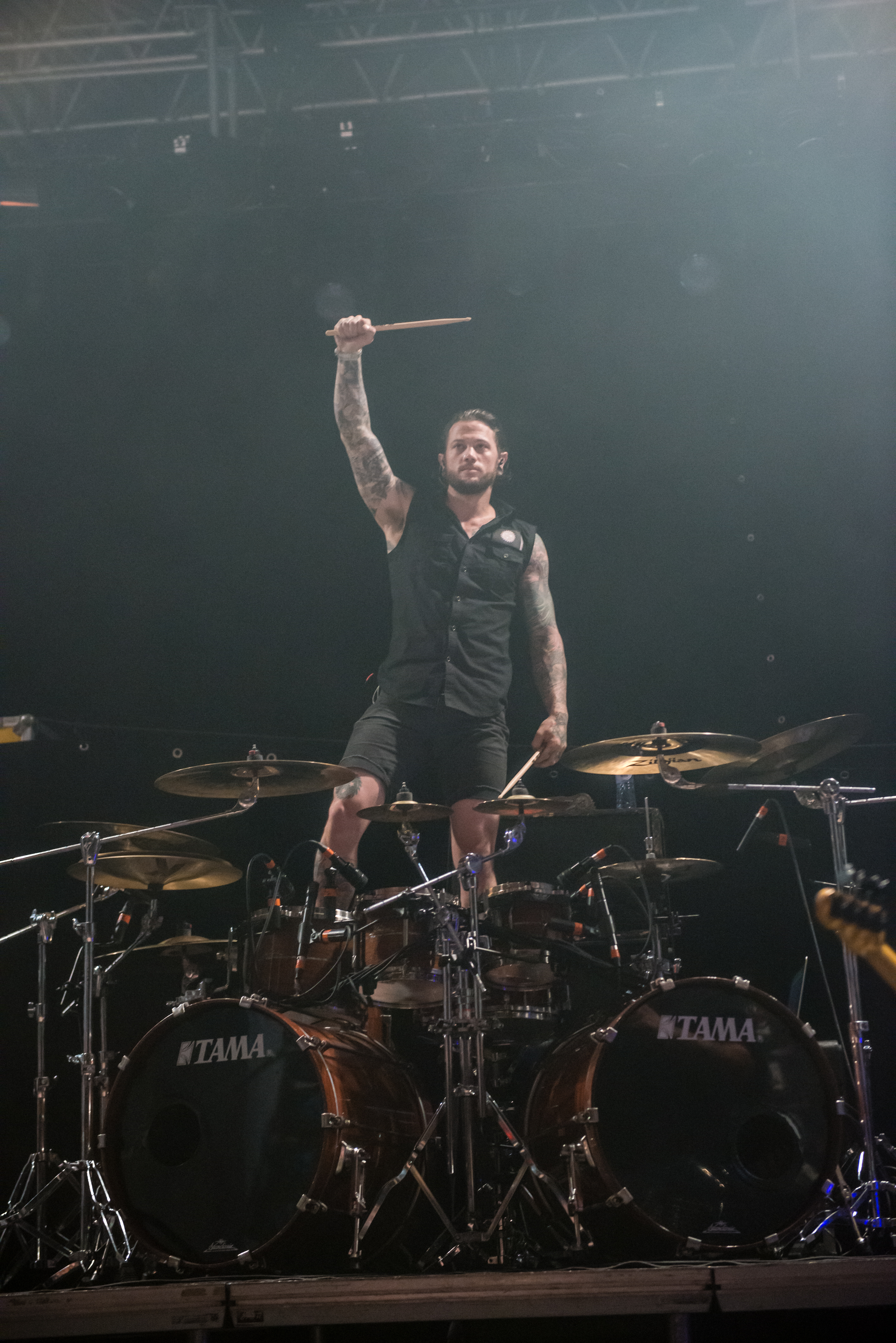
Ben Harclerode, 2015

| Tytuł                                      | Rok  | Reżyseria         | Album                   | Źródło |
| ------------------------------------------ | ---- | ----------------- | ----------------------- | ------ |
| „This Is Exile”                            | 2008 | Dad Brodsky       | This Is Exile           | [ 18 ] |
| „Possession”                               | 2008 | Dad Brodsky       | This Is Exile           | [ 18 ] |
| „Eternal Refuge”                           | 2009 | Abstrakt Pictures | This Is Exile           | [ 18 ] |
| „The Darkest Day of Man”                   | 2010 | David Brodsky     | A New Era of Corruption | [ 18 ] |
| „Breeding Violence”                        | 2011 | Scott Hansen      | A New Era of Corruption | [ 19 ] |
| „I, Dementia”                              | 2012 | David Brodsky     | Whitechapel             | [ 20 ] |
| „Possibilities Of An Impossible Existence” | 2012 | Strati Hovartos   | Whitechapel             | [ 12 ] |
| „Our Endless War”                          | 2014 | Naughty Mantis    | Our Endless War         | [ 21 ] |
| „Worship the Digital Age”                  | 2014 | –                 | Our Endless War         | [ 22 ] |
| „Let Me Burn”                              | 2015 | Mitch Massie      | Our Endless War         | [ 23 ] |
| „Bring Me Home”                            | 2016 | Mathis Arnell     | Mark of the blade       | [ 24 ] |